# Jarosław Dudek
Jarosław Piotr Dudek – polski historyk mediewista, bizantynolog.

## Życiorys
Absolwent Uniwersytetu im. Adama Mickiewicza w Poznaniu. Doktorat tamże, habilitacja na Uniwersytecie Zielonogórskim. Pracuje w Zakładzie Historii Średniowiecznej Instytutu Historii UZ. Członek Polskiego Towarzystwa Historycznego, Komisji Bizantynologicznej przy PTH, Komisji Bałkanistyki przy Wydziale I PAN w Poznaniu. Odbył stypendium naukowe w Republice Macedonii (1991) oraz brał udział w badaniach archeologicznych w Novae-Svištov w Bułgarii.
Zainteresowania badawcze to: historia Bizancjum od IX do XIII wieku, cesarska idea Bizancjum od VII do XIII w. i jej wpływ na kraje ościenne, Półwysep Bałkański pod panowaniem bizantyńskim w XI-XII wieku, związki Bizancjum z ludami Europy Środkowo-Wschodniej (ludy koczownicze, Ruś, Węgry), rola ludów tureckich w Bizancjum w XI wieku.

## Publikacje
- (współautor) Program nauczania historii dla liceów ogólnokształcących na terenie Środkowego Nadodrza, Zielona Góra: Wydawnictwo Verbum 1997.
- „Cała ziemia dyrracheńska” pod panowaniem bizantyńskim w latach 1005-1205, Zielona Góra: Wydawnictwo WSP 1999.
- Pęknięte zwierciadło : kryzys i odbudowa wizerunku władcy bizantyńskiego od 1056 roku do ok. 1095 roku, Zielona Góra: Oficyna Wydawnicza Uniwersytetu Zielonogórskiego 2009.
- Chazarowie. Polityka, kultura, religia. VII-XI wiek, Warszawa: PWN 2016.